# 특수작전집단 재판

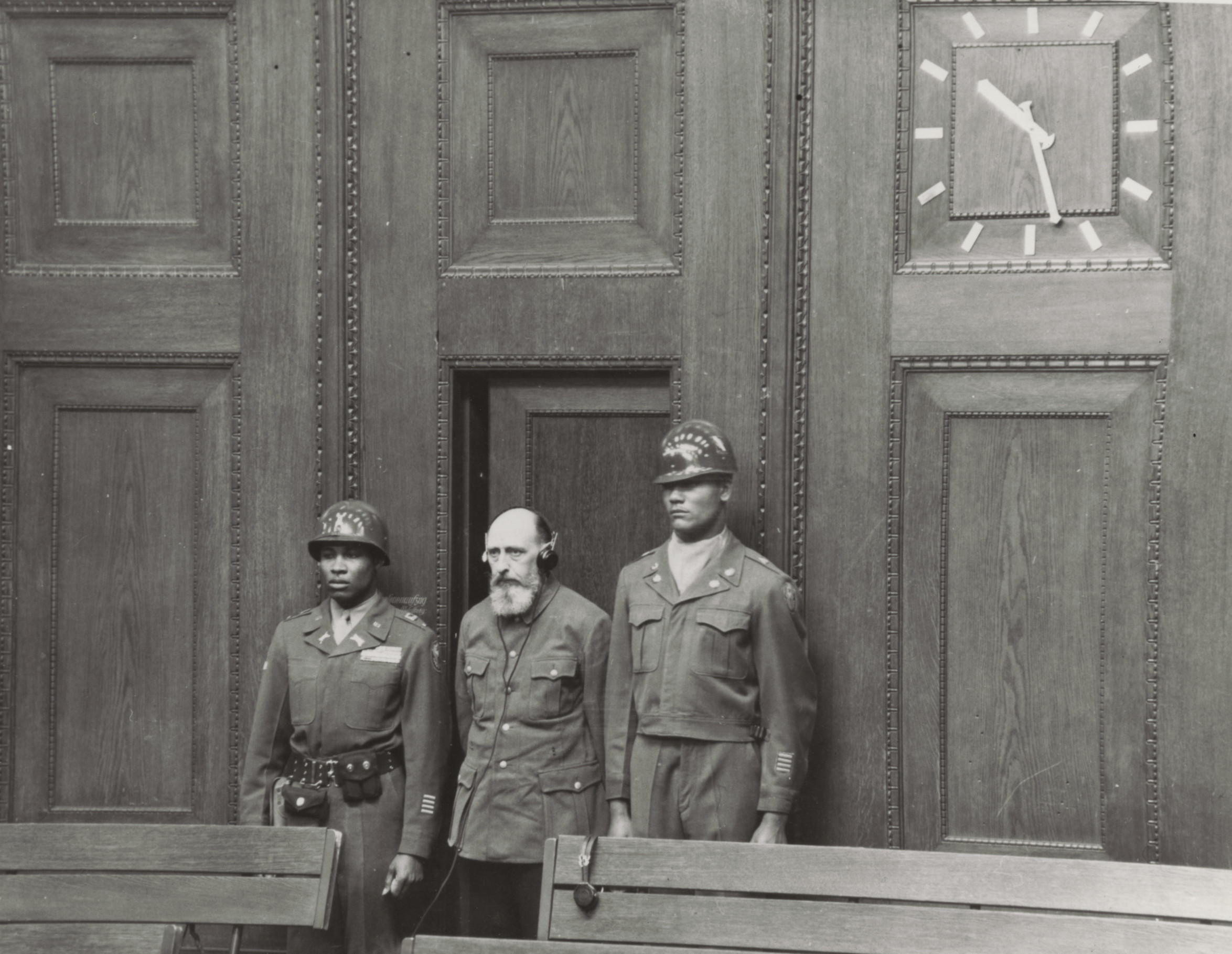
사형선고를 듣는 파울 블로벨.

미합중국 대 오토 올렌도르프 외 판례(The United States of America v. Otto Ohlendorf, et al.) 또는 특수작전집단 재판(독일어: Einsatzgruppen-Prozess)은 제2차 세계 대전 이후 미군 군사법정에서 개최한 12차례의 전쟁범죄 재판(뉘른베르크 계속재판) 중 아홉 번째 재판이다.
특수작전집단은 나치 친위대(SS)의 기동특무부대로, 나치 독일이 점령한 동유럽의 전선 후방에서 돌아다니며 학살을 벌였다. 1941년에서 1943년 사이 2년간 그들은 1백만 명 이상의 유대인과 수십만 명 이상의 "파르티잔", 집시, 장애인, 정치장교, 슬라브족 등을 죽였다. 본 재판의 피고 24명은 모두 이 특수작전집단에 복무한 장교들로서 대량살인을 직접 수행한 것에 대해 기소당했다.
판사는 마이클 A. 무스마노(재판장), 존 J. 스페이트, 리처드 D. 딕슨이었고 검사인단 대표는 텔퍼드 테일러, 검사장은 벤저민 B. 페렌츠였다. 기소는 1947년 7월 3일 처음 이루어졌고 7월 29일에 피고 6명을 추가로 기소하여 수정이 이루어졌다. 공판은 1947년 9월 29일부터 1948년 4월 10일에 걸쳐 진행되었다.

## 기소 내용
1. 인도에 반한 죄: 정치적, 인종적, 종교적 이유로 박해, 모살, 몰살, 구금을 비롯한 기타 비인간적 행동을 민간인을 대상으로 저지른 죄. 이때 피해 민간인에는 독일 민족과 다른 나라의 독일계 주민도 포함되며 이는 집단살해의 조직적 계획의 일부임.
2. 전쟁범죄: 위와 같은 이유이며 군사적 필요성에 의해 정당화될 수 없는 고의적 파괴행위와 초토화행위가 포함됨.
3. 범죄조직 SS, 보안국(SD) 또는 게슈타포의 일원인 죄.

모든 피고인은 모든 내용에 대해 기소당했다.
피고들은 모두 무죄를 주장했다.
재판부는 3번 내용만 유죄가 확정된 뤼흘과 그라프를 제외한 모든 피고인이 모든 기소내용에 대해 유죄라고 판결했다.

## 피고인 목록
| 성명                   | 사진 | 신상                                                                                               | 기소 내용 | 기소 내용 | 기소 내용 | 양형                          | 최종 결과                                                           |
| 성명                   | 사진 | 신상                                                                                               | 1         | 2         | 3         | 양형                          | 최종 결과                                                           |
| ---------------------- | ---- | -------------------------------------------------------------------------------------------------- | --------- | --------- | --------- | ----------------------------- | ------------------------------------------------------------------- |
| 오토 올렌도르프        |      | 친위대 집단지도자. SD 국원. D 특수작전집단 지휘관.                                                 | G         | G         | G         | 사형                          | 1951년 6월 7일 집행                                                 |
| 하인츠 요스트          |      | 친위대 여단지도자. SD 국원. A 특수작전집단 지휘관.                                                 | G         | G         | G         | 종신형                        | 1951년 10년형으로 감형. 1964년 사망                                 |
| 에리히 나우만          |      | 친위대 여단지도자. SD 국원. B 특수작전집단 지휘관.                                                 | G         | G         | G         | 사형                          | 1951년 6월 7일 집행                                                 |
| 오토 라슈              |      | 친위대 여단지도자. SD 국원. 게슈타포 대원. C 특수작전집단 지휘관.                                  | I         | I         | I         |                               | 1948년 2월 5일 신병을 이유로 재판에서 제외됨. 1948년 11월 1일 사망. |
| 에르빈 슐츠            |      | 친위대 여단지도자. 게슈타포 대원. C 특수작전집단 제5특수작전특공대 지휘관                          | G         | G         | G         | 20년형                        | 1951년 15년형으로 감형. 1954년 1월 9일 석방. 1981년 사망.           |
| 프란츠 직스            |      | 친위대 여단지도자. SD 국원. B 특수작전집단 전방특공대 모스카우 지휘관                              | G         | G         | G         | 20년형                        | 1951년 15년형으로 감형. 1952년 9월 30일 석방. 1975년 사망.          |
| 파울 블로벨            |      | 친위대 연대지도자. SD 국원. C 특수작전집단 제4a특별특공대 지휘관                                   | G         | G         | G         | 사형                          | 1951년 6월 7일 집행                                                 |
| 발터 블루메            |      | 친위대 연대지도자. SD 국원. 게슈타포 대원. B 특수작전집단 제7a특별특공대 지휘관                    | G         | G         | G         | 사형                          | 1951년 25년형으로 감형. 1955년 석방. 1974년 사망.                   |
| 마르틴 잔트베르거      |      | 친위대 연대지도자. SD 국원. A 특수작전집단 제1a특별특공대 지휘관                                   | G         | G         | G         | 사형                          | 1951년 종신형으로 감형. 1958년 석방. 2010년 사망.                   |
| 빌리 자이베르트        |      | 친위대 연대지도자. SD 국원. D 특수작전집단 부지휘관.                                               | G         | G         | G         | 사형                          | 1951년 15년형으로 감형. 1976년 사망.                                |
| 오이겐 슈타이믈레      |      | 친위대 연대지도자. SD 국원. B 특수작전집단 제7a특별특공대 및 C 특수작전집단 제4a특별특공대 지휘관. | G         | G         | G         | 사형                          | 1951년 20년형으로 감형. 1954년 6월 석방. 1987년 사망.               |
| 에른스트 비버슈타인    |      | 친위대 상급돌격대지도자. SD 국원. C 특수작전집단 제6특수작전특공대 지휘관.                         | G         | G         | G         | 사형                          | 1951년 종신형으로 감형. 1958년 석방. 1986년 사망.                   |
| 베르너 브라우네        |      | 친위대 상급돌격대지도자. SD 국원. 게슈타포 대원. D 특수작전집단 제11b특별특공대 지휘관.            | G         | G         | G         | 사형                          | 1951년 6월 7일 집행                                                 |
| 발터 하엔슈            |      | 친위대 상급돌격대지도자. SD 국원. C 특수작전집단 제4b특별특공대 지휘관.                            | G         | G         | G         | 사형                          | 1951년 15년형으로 감형                                              |
| 구스타프 아돌프 노스케 |      | 친위대 상급돌격대지도자. 게슈타포 대원. D 특수작전집단 제12특수작전특공대 지휘관.                  | G         | G         | G         | 종신형                        | 1951년 10년형으로 감형. 1990년 사망.                                |
| 아돌프 오트            |      | 친위대 상급돌격대지도자. SD 국원. B 특수작전집단 제7b특별특공대 지휘관                             | G         | G         | G         | 사형                          | 1951년 종신형으로 감형. 1958년 5월 9일 석방                         |
| 에두아르트 슈트라우흐  |      | 친위대 상급돌격대지도자. SD 국원. A 특수작전집단 제2특수작전특공대 지휘관.                         | G         | G         | G         | 사형                          | 벨기에 당국에 넘겨짐. 1955년 9월 11일 병원에서 사망.                |
| 에밀 하우스만          |      | 친위대 돌격대지도자. SD 국원. D 특수작전집단 제12특수작전특공대 소속 장교.                         | I         | I         | I         |                               | 공판이 시작되기 전인 1947년 7월 31일 자살.                          |
| 발데마르 클링겔회퍼    |      | 친위대 돌격대지도자. SD 국원. B 특수작전집단 제7b특별특공대 소속 장교.                             | G         | G         | G         | 사형                          | 1951년 종신형으로 감형. 1956년 석방. 1980년 사망.                   |
| 로타르 펜들러          |      | 친위대 돌격대지도자. SD 국원. C 특수작전집단 제4b특별특공대 부지휘관.                              | G         | G         | G         | 10년형                        | 1951년 8년형으로 감형                                               |
| 발데마르 폰 라데츠키   |      | 친위대 돌격대지도자. SD 국원. C 특수작전집단 제4a특별특공대 부지휘관.                              | G         | G         | G         | 20년형                        | 1951년 석방                                                         |
| 펠릭스 뤼흘            |      | 친위대 최고돌격지도자. 게슈타포 대원. D 특수작전집단 제10b특별특공대 소속 장교.                    | I         | I         | G         | 10년형                        | 1951년 석방                                                         |
| 하인츠 슈베르트        |      | 친위대 상급돌격지도자. SD 국원. D 특수작전집단 소속 장교.                                          | G         | G         | G         | 사형                          | 1951년 10년형으로 감형.                                             |
| 마티아스 그라프        |      | 친위대 하급돌격지도자. SD 국원. D 특수작전집단 제6특수작전특공대 소속 장교.                        | I         | I         | G         | 수감기간으로 형기를 채워 출소 |                                                                     |

I — 기소됨   G — 기소되었고 유죄 판결
14명이 사형을 선고받았지만 실제로 사형이 집행되어 죽은 피고는 4명 뿐이다. 나머지는 1951년 사면 때 감형되었다. 특수작전집단 재판에서 유죄를 선고받고 복역한 이들은 1958년까지 모두 석방되었다.

## 같이 보기
- 정치장교 지령

## 참고 자료
1. 1 2 3 4  "Five death sentences were confirmed: the sentence against Oswald Pohl, as well as those passed against the leaders of the Mobile Killing Units, Paul Blobel, Werner Braune, Erich Neumann, and Otto Ohrlendorf. . . . In the early morning hours of 7 June, the [] Nazi criminals were hanged in the Landesburg prison courtyard."  Norbert Frei, Adenauer's Germany and the Nazi Past: The Politics of Amnesty and Integration.  Columbia University Press, 2002. p. 165 and p. 173

- Trials of War Criminals before the Nuernberg Military Tribunals under Control Council Law No. 10, Nürnberg, October 1946 – April 1949, Volume IV, ("Green Series) (the "Einsatzgruppen case") also available at Mazel library (well indexed HTML version)
- Description from the U.S. Holocaust Memorial Museum.
- Einsatzgruppen trials. Another description.
- Ferencz, Benjamin, “A Prosecutor's Personal Account: From Nuremberg to Rome", Journal of International Affairs, 52: No. 2, Columbia University, Spring 1999
- Benjamin Ferencz, Mémoires de Ben, procureur à Nuremberg et avocat de la Paix mondiale, Michalon, Paris, 2012(French).